# Cerkiew Podwyższenia Krzyża Pańskiego w Werstoku
Cerkiew pod wezwaniem Podwyższenia Krzyża Pańskiego – prawosławna cerkiew parafialna w Werstoku. Należy do dekanatu Kleszczele diecezji warszawsko-bielskiej Polskiego Autokefalicznego Kościoła Prawosławnego.

## Historia
Cerkiew w Werstoku według dokumentów z 1766 istniała od XVII wieku. Świątynia była pierwotnie pod wezwaniem Zaśnięcia Bogurodzicy. W 1769 w jej miejsce została wybudowana nowa drewniana cerkiew o konstrukcji zrębowej na planie kwadratu. Fundatorem był Józef Ludwik Wilczewski z Wilczewa, rotmistrz chorągwi Wielkiego Księstwa Litewskiego. W zachowanych dokumentach widnieje zapis dawcy:

...Chwale Boską restaurować y aby wiecznemi czasu trwała, ufundować, nayprzód de nowaradice cerkie arcypotrzeną w tym horyzoncie pod tytułem Świętego Krzyża erygowałem y wystawiłem w ołtarze apparaty y oddaję pro filie pryncypalney cerkwi w Dubiczach.
W tych samych dokumentach parafialnych z lat 1798–1801 znajdują się informacje świadczące, iż cerkiew była już świątynią parafialną. W 1869 przeprowadzono kapitalny remont cerkwi. Wówczas została dobudowana ryznica (miejsce do przechowywania szat liturgicznych) i ponomarka (zakrystia), a wewnątrz umieszczono ikonostas. W 1909 została dobudowana kruchta i dzwonnica. 
W latach międzywojennych była świątynią filialną parafii w Omelańcu. W 1940 stała się siedzibą samodzielnej parafii. Po II wojnie światowej cerkiew odremontowano. Zainstalowano nowe dzwony oraz ogrodzono teren wokół świątyni. Ostatni gruntowny remont cerkwi przeprowadzono w latach 2013–2015 (w trakcie którego wymieniono również ogrodzenie świątyni).
28 sierpnia 2016, w czasie obchodów 250-lecia cerkwi, świątynia została konsekrowana przez metropolitę warszawskiego i całej Polski Sawę.
Cerkiew została wpisana do rejestru zabytków 22 grudnia 1986 pod nr 620.

## Architektura
Budowla drewniana, orientowana, trójdzielna, o konstrukcji zrębowej, malowana na niebiesko. Od frontu kruchta z nadbudowaną ośmioboczną wieżą-dzwonnicą. Prezbiterium mniejsze od nawy, zamknięte prostokątnie, z dwiema bocznymi zakrystiami. Dachy cerkwi blaszane. Dzwonnica zwieńczona ostrosłupowym hełmem. Nad nawą dach namiotowy zwieńczony ośmioboczną wieżyczką z cebulastym hełmem. Nad prezbiterium dach trójspadowy z ośmioboczną wieżyczką z hełmem. Wokół świątyni murowano-metalowe ogrodzenie.

## Zabytki ikonograficzne
W cerkwi Podwyższenia Krzyża Pańskiego znajdują się zabytkowe ikony z II połowy XVIII w., przedstawiające św. Andrzeja, św. Tadeusza Judę, św. Tomasza, św. Filipa, św. Symeona, św. Jakuba Starszego oraz sceny przedstawiające Hołd Pasterzy, a także proroka Mojżesza i Aarona, Ukrzyżowanie Chrystusa, Chrystusa w Ogrójcu oraz Chrystusa upadającego pod Krzyżem. Ikony te zostały w latach 1980–1982 gruntownie odrestaurowane. W 1988 przeprowadzono renowację kiotu Zaśnięcia Przenajświętszej Bogurodzicy z II połowy XVIII w.
Do zabytków zaliczają się również cerkiewna Ewangelia i Apostoł z własnoręcznym napisem fundatora Wilczewskiego.

## Galeria

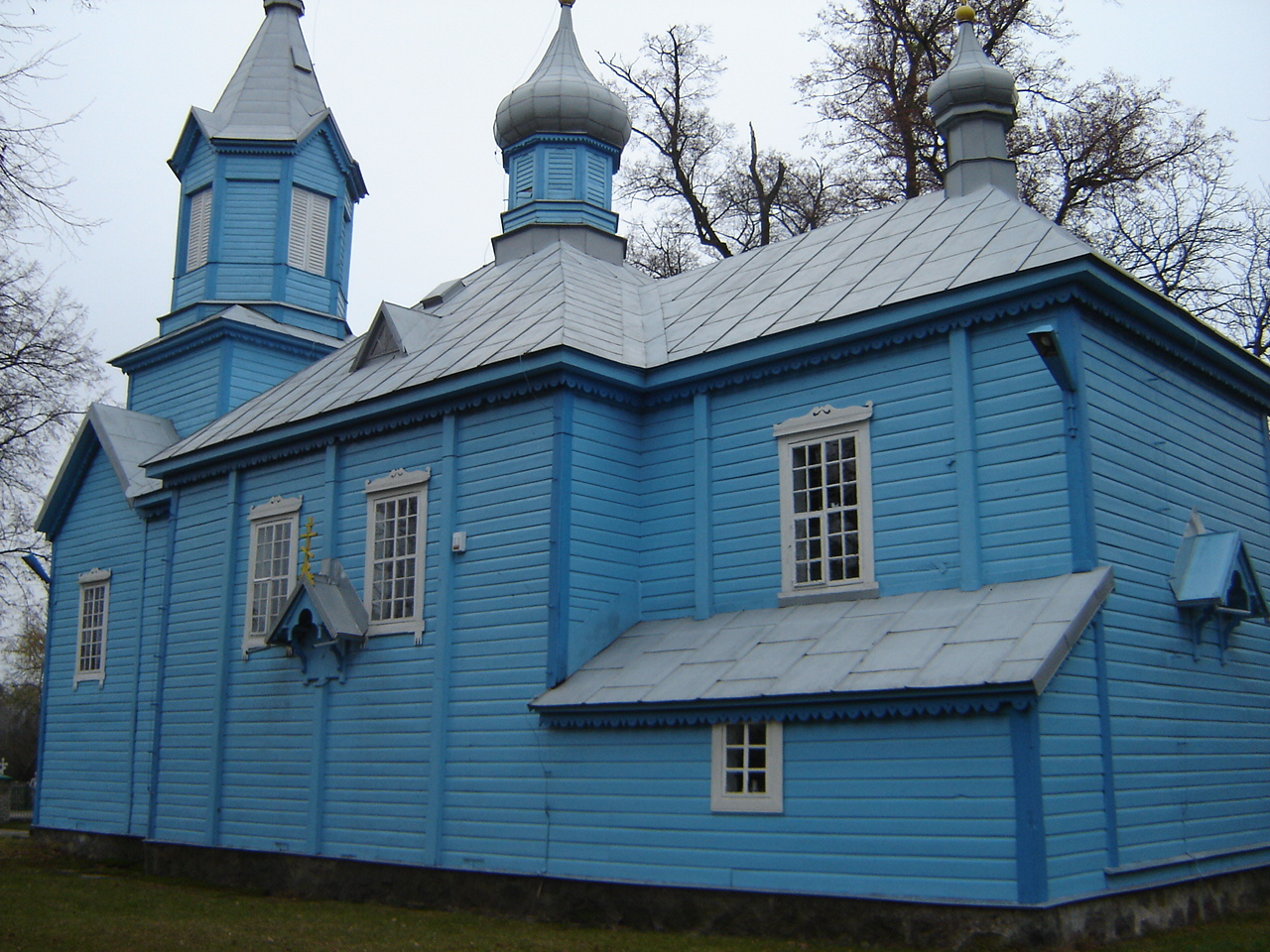
Cerkiew od S–W
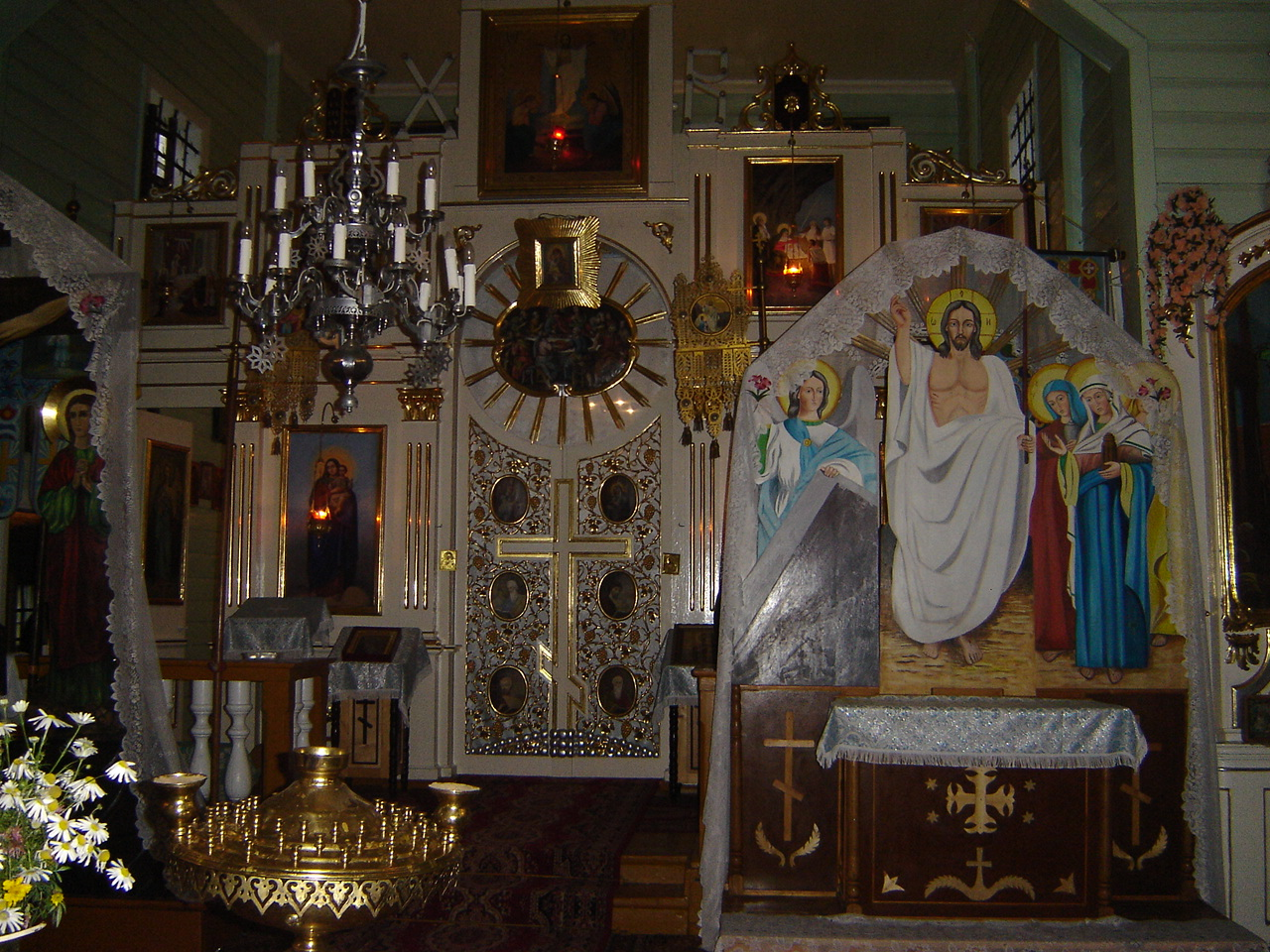
Wnętrze